# تبادل المعلومات عن الاستغلال الجنسي للأطفال

شعار تبادل المعلومات حول الاعتداء الجنسي على الأطفال PIE بين عام 1974–1984

تبادل المعلومات عن الاستغلال الجنسي للأطفال بالانجليزية (Paedophile Information Exchange) أو(PIE)، كانت مجموعة بريطانية نشطة لدعم البيدوفيليا، تأسست في أكتوبر 1974 وتم حلها رسميًا في 1984. كانت المجموعة تدعو إلى إلغاء سن الرشد (سن الموافقة). وصفتها هيئة الإذاعة البريطانية (بي بي سي) في عام 2007 بأنها "منظمة دولية للأشخاص الذين يتداولون المواد الفاحشة".
على الرغم من أن هناك بعض العضوات من البيدوفيليات في المجموعة، كان معظم أعضاء المنظمة من الذكور، وكانوا في الغالب من الشباب المثقفين أكاديميًا، بما في ذلك العاملين مع الشباب ورعاية الأطفال. كان عدد الأعضاء في عام 1977 حوالي 250 شخصًا، وكان معظمهم في لندن وجنوب شرق المملكة المتحدة؛ كما تم الإبلاغ عن نفس العدد من الأعضاء في عام 1981.
يُعد الاستغلال الجنسي للأطفال من أبرز القضايا التي تهدد حقوق الأطفال وسلامتهم في جميع أنحاء العالم. يُظهر هذا النوع من الجرائم تداعيات نفسية وجسدية مدمرة على الضحايا، وينبغي أن تكون مواجهته ضمن أولويات الحكومات والمنظمات الإنسانية. يتطلب التصدي للاستغلال الجنسي للأطفال تنسيقاً وتعاوناً متعدد الجوانب بين مختلف الجهات الحكومية والمنظمات غير الحكومية، بالإضافة إلى تبادل المعلومات على المستويات المحلية والدولية.

## خلفية

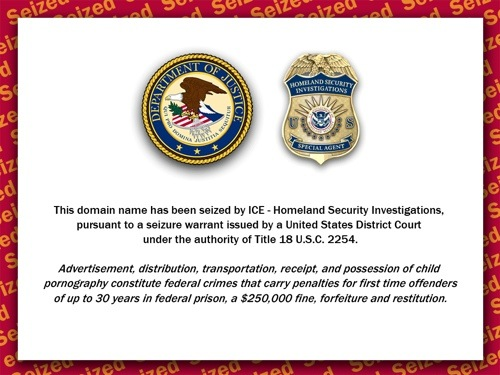
لافتة تحذير لعملية حماية الأطفال

إن الاستغلال الجنسي للأطفال يعد جريمة تهدد حقوق الإنسان الأساسية، ويحتاج مكافحتها إلى جهود منسقة بين الدول والمنظمات الدولية والمحلية. يعد تبادل المعلومات أداة حيوية في التصدي لهذه الجريمة، ويجب تعزيز التعاون بين الجهات المعنية لضمان حماية الأطفال من هذا الانتهاك الشنيع. إن مواجهة الاستغلال الجنسي للأطفال تتطلب التزاماً مشتركاً في معالجة الأسباب الجذرية، ومكافحة هذه الجرائم بأعلى مستويات التنسيق والتعاون على الصعيدين المحلي والدولي.

## تعريف الاستغلال الجنسي للأطفال
الاستغلال الجنسي للأطفال هو أي نوع من السلوكيات التي تشمل استغلال الأطفال لأغراض جنسية. يشمل ذلك الاعتداء الجنسي المباشر، استغلال الأطفال في البغاء أو صناعة المواد الإباحية، أو أي نشاط آخر يستفيد من الأطفال جنسياً. هذه الأفعال تشكل انتهاكاً صارخاً لحقوق الطفل وتعرضه لمخاطر صحية ونفسية خطيرة.

## أهمية تبادل المعلومات في مكافحة الاستغلال الجنسي للأطفال
تبادل المعلومات حول الاستغلال الجنسي للأطفال يعد عاملاً مهماً في مكافحة هذه الظاهرة. فهو يمكن أن يساعد في كشف الحالات المخفية وتقديم الدعم للأطفال الضحايا. يعتبر تبادل المعلومات ذا أهمية كبيرة للأسباب التالية:
1. تعزيز التعاون بين الدول: الاستغلال الجنسي للأطفال غالباً ما يتجاوز الحدود الوطنية. على سبيل المثال، قد يتم نقل الأطفال عبر الحدود لاستغلالهم في الأنشطة الجنسية. لذلك، من الضروري وجود تعاون دولي قوي وتبادل المعلومات بين الحكومات ووكالات إنفاذ القانون في مختلف البلدان لمكافحة هذه الجرائم العابرة للحدود.
2. تحسين الاستجابة للضحية: تبادل المعلومات بين الجهات المعنية مثل الهيئات الحكومية، الشرطة، والمنظمات غير الحكومية يعزز القدرة على تقديم الدعم الفعال للضحايا. يساعد هذا التعاون في ضمان عدم تجاهل الحالات التي قد تحتاج إلى تدخل سريع، مثل توفير مأوى، رعاية صحية، أو تقديم الدعم النفسي.
3. إعداد القوانين والسياسات: يعتبر تبادل المعلومات بين مختلف الدول والمجتمعات مفيداً في تطوير استراتيجيات وتشريعات قانونية لمكافحة الاستغلال الجنسي للأطفال. من خلال تحليل المعلومات المشتركة، يمكن تحديد الثغرات في النظام القانوني واتخاذ الإجراءات اللازمة لتحسينه.

## آليات تبادل المعلومات
تتم عملية تبادل المعلومات حول الاستغلال الجنسي للأطفال من خلال عدة آليات:
1. قواعد البيانات المشتركة: تعمل بعض المنظمات الدولية مثل الشرطة الجنائية الدولية (الإنتربول) على إنشاء قواعد بيانات تضم معلومات عن المعتدين الجنسيين، المفقودين، وحالات الاستغلال الجنسي للأطفال. تساعد هذه القواعد في تسريع عمليات البحث والتحقيق، وتتيح تبادل المعلومات بين دول العالم بسهولة.
2. التعاون بين الوكالات الوطنية والدولية: تسهم الوكالات الحكومية والشرطة الدولية في تبادل المعلومات عبر قنوات رسمية ومؤتمرات عالمية. على سبيل المثال، يُعتبر التعاون بين الشرطة المحلية والإنتربول أساسياً في تتبع المجرمين الذين يستغلون الأطفال في الأعمال الإباحية أو الاتجار بالبشر.
3. المنظمات غير الحكومية والحقوقية: تلعب المنظمات غير الحكومية دوراً مهماً في جمع المعلومات عن حالات الاستغلال الجنسي للأطفال. كما أنها تعمل على رفع الوعي بشأن هذه القضية من خلال الحملات الإعلامية ودعم الأطفال الضحايا. في بعض الحالات، تشارك هذه المنظمات المعلومات مع الحكومات أو هيئات الأمم المتحدة لتحسين السياسات المتعلقة بحماية الأطفال.
4. التكنولوجيا والإنترنت: أصبح الإنترنت أداة رئيسية في تداول الصور والفيديوهات المتعلقة بالاستغلال الجنسي للأطفال، مما يجعل تبادل المعلومات أكثر ضرورة من أي وقت مضى. تُستخدم تكنولوجيا مثل البرمجيات المتخصصة في مراقبة الإنترنت للكشف عن محتوى مخل بالآداب وتحديد الأفراد المشتبه بهم في نشر هذا النوع من المواد.

## التحديات في تبادل المعلومات
على الرغم من أهمية تبادل المعلومات، إلا أن هناك العديد من التحديات التي قد تواجه هذه العملية:
1. التباين في القوانين: تختلف القوانين المتعلقة بالاستغلال الجنسي للأطفال من دولة إلى أخرى. هذا التباين قد يعوق تبادل المعلومات بشكل فعال ويؤثر على قدرة الدول على التعاون في مكافحة هذه الظاهرة.
2. الخصوصية وحماية البيانات: مع تبادل المعلومات، قد تطرأ تساؤلات حول خصوصية الأفراد وحماية البيانات الشخصية، خاصة عندما يتعلق الأمر بالضحية نفسها. من الضروري أن يتم ضمان حماية هوية الضحايا خلال عملية تبادل المعلومات.
3. التمويل والموارد: قد تواجه بعض الدول أو المنظمات صعوبة في تخصيص الموارد المالية اللازمة لتبادل المعلومات بشكل فعال. وهذا يشمل توفير الأنظمة التقنية التي تتيح تسهيل التعاون بين مختلف الأطراف.